# Wiktor Pieriewiercew
Wiktor Michajłowicz Pieriewiercew (ros. Виктор Михайлович Переверзев, ur. 17 czerwca 1958 we wsi Topczicha) – rosyjski wioślarz reprezentujący ZSRR, srebrny medalista igrzysk olimpijskich i dwukrotny medalista mistrzostw świata.

## Kariera
Wystąpił na igrzyskach olimpijskich w Moskwie w 1980, gdzie osada ZSRR w składzie: Wiktor Pieriewiercew, Giennadij Kriuczkin i Aleksandr Łukjanow zdobyła srebrny medal w dwójkach ze sternikiem. W wyścigu finałowym uplasowali się o 0,81 sekundy za osadą NRD i o 1,57 sekundy przez osadą Jugosławii. Był to jego jedyny start olimpijski.
Ponadto zdobył srebrne medale w dwójkach bez sternika na mistrzostwach świata w Duisburgu (1983) oraz w czwórkach bez sternika na mistrzostwach świata w Heindonk (1985).
Kształcił się w Azerbejdżańskim Państwowym Instytucie Kultury Fizycznej w Baku. Otrzymał tytuł Zasłużonego Mistrza Sportu ZSRR.
Reprezentował barwy wojskowego klubu CSK VMF Moskwa, posiadał stopień kapitana.